# Aulo Pláucio
Aulo Pláucio (em latim: Aulus Plautius) foi um político e general romano nomeado cônsul sufecto em 29 com Lúcio Nônio Asprenas. Era filho de Aulo Pláucio, cônsul sufecto em 1 a.C.. Pláucio é mais conhecido por ter dado início à conquista romana da Britânia em 43, durante o reinado de Cláudio, e por ter sido o primeiro governador da nova província da Britânia entre 43 e 46.

## Carreira
Pouco se sabe sobre sua carreira antes da Britânia. Antigamente acreditava-se que ele havia se envolvido na supressão de uma revolta de escravos na Apúlia, provavelmente em 24, com Marco Élio Céler. Porém, atualmente acredita-se que a inscrição que suporta esta tese esteja associada ao seu pai. Pláucio foi cônsul sufecto na segunda metade de 29 e foi governador provincial, provavelmente na Panônia, no começo do reinado de Cláudio: uma outra inscrição testemunha a construção de uma estrada romana entre as modernas Trieste e Rijeka nesta época.
Cláudio nomeou Pláucio para liderar a invasão da Britânia em 43 para ajudar Verica, rei dos atrébates e aliado de Roma, que havia sido deposto por seus vizinhos mais para o leste, os catuvelaunos. O exército de Pláucio era composto por quatro legiões: a IX Hispana, que estava na Panônia, e a II Augusta, a XIV Gemina e a XX Valeria Victrix, mais aproximadamente 20 000 tropas auxiliares, incluindo trácios e batavos. Na ocasião, a II Augusta era comandada por Tito Flávio, o futuro imperador Vespasiano. Outros três generais estiveram envolvidos na invasão, o irmão de Vespasiano, Tito Flávio Sabino, Cneu Hosídio Geta, que aparece na narrativa de Dião Cássio, e Cneu Sêncio Saturnino, mencionado por Eutrópio e que, por causa de sua idade avançada, aparentemente não liderou as tropas e seguiu para a Britânia acompanhando Cláudio mais tarde.
Nas praias do norte da Gália, Pláucio teve que enfrentar um motim de suas tropas, temerosas de cruzar o mar do Norte para lutar além dos limites do mundo conhecido na época. Os soldados foram finalmente convencidos pelo liberto e secretário de Cláudio, Narciso. Ao perceberem que um ex-escravo os lideraria, os legionários gritaram "Io Saturnalia!" e encerraram o motim. A Saturnália era um popular festival romano no qual os papéis sociais eram invertidos. 
A força invasora navegou em três divisões e geralmente acredita-se que o desembarque se deu em Richborough, em Kent, apesar de ser perfeitamente possível que outras unidades tenham desembarcado em outros lugares. Os britanos, liderados por Togodumno e Carataco, dos catuvelaunos, estavam relutantes em lutar uma batalha campal contra os formidáveis romanos e preferiram travar uma guerra de guerrilha. Porém, Pláucio assumiu a iniciativa e derrotou primeiro Carataco e depois Togodumno na Batalha do rio Medway e na Batalha do rio Tâmisa respectivamente. Togodumno morreu nesta última, mas Carataco sobreviveu e por muitos anos incomodou os invasores.
Tendo alcançado o Tâmisa, Pláucio interrompeu a marcha e enviou um emissário a Cláudio, que havia chegado com elefantes e armas de cerco, para que completassem juntos a marcha até a capital dos catuvelaunos, Camuloduno, que foi capturada. Uma província foi criada no território conquistado e alianças foram feitas com povos vizinhos fora do controle romano. Pláucio se tornou o primeiro governador da nova província, onde permaneceu até 47, quando foi substituído por Públio Ostório Escápula. Ao retornar para sua vida civil em Roma, Pláucio recebeu uma ovação, durante a qual o próprio imperador desfilou ao seu lado até o Capitólio.

## Família
Pláucio era filho de Aulo Pláucio e Vitélia. Quinto Pláucio, cônsul em 36, provavelmente era seu irmão mais novo. Sua irmã tem sido identificada como sendo a esposa de Públio Petrônio, cônsul em 19, cuja filha se casaria mais tarde com o futuro imperador Vitélio.
Aulo Pláucio se casou com Pompônia Grecina, que Anthony Birley identificou como sendo filha de Caio Pompônio Grecino, cônsul sufecto em 16. Depois da execução de Júlia Drusila César, sua parente, por Cláudio e Messalina, ela permaneceu por quarenta anos em luto público, um desafio direto ao imperador. Em 57, ela foi acusada de "superstição estrangeira", que alguns interpretam como sendo a conversão ao nascente cristianismo. Segundo a lei romana, ela foi julgada pelo marido diante de seus parentes e acabou absolvida.
É provável ainda que Pláucio seja o tio cujo "serviço destacado" salvou Pláucio Laterano da pena de morte em 48 depois de seu caso amoroso com Messalina. Quando Laterano acabou finalmente executado, em 65, por ter participado de uma conspiração contra Nero, este tio já estava provavelmente morto e não pôde mais ajudá-lo.
Seu filho pode ter sido um Aulo Pláucio que supostamente foi amante de Agripina, a Jovem, e que foi assassinado pelo filho dela, o futuro imperador Nero. Porém, Birley lembra que, apesar do mesmo prenome, este Aulo Pláucio "é geralmente tido como membro de um outro ramo da família e não como filho do nosso homem [este Aulo Pláucio]".